# واری‌وود، نیوساوت ولز
واری‌وود (به انگلیسی: Warriewood) یک منطقهٔ مسکونی در استرالیا است که در نیو ساوت ولز واقع شده‌است.